# Гунан-Батор (мультфильм)
«Гунан-Батор» — рисованный мультипликационный фильм режиссёра Романа Давыдова, созданный на студии «Союзмультфильм» в 1965 году по мотивам одноимённой монгольской сказки.

## Сюжет
Гунан — простой пастух, влюблённый в красавицу Оюун, дочь хана Ирибсына. Когда Ирибсын, намереваясь выдать Оюун замуж, устраивает состязания, Гунан упрашивает хана разрешить ему потягаться с другими женихами из числа знатных князей. Несмотря на преграды, чинимые князьями Шамдагаем и Урту, с помощью своих соплеменников и Оуюн Гунан выполняет все испытания, победив в стрельбе, скачках и, наконец, сразившись с трёхглавым чудищем — Мангусом.

## Роли озвучивали
- Олег Табаков — Гунан
- Нина Гуляева — Оюун
- Лев Свердлин — Ирибсын
- Леонид Пирогов — Шамдагай
- Яков Беленький — Урту
- Владимир Кенигсон
- Анна Фуксина

## Создатели
- Автор сценария: Леонид Белокуров
- Режиссёр: Роман Давыдов
- Художник-постановщик: Александр Винокуров
- Оператор: Екатерина Ризо
- Композитор: Томас Корганов
- Звукооператор: Георгий Мартынюк
- Художники-мультипликаторы: Валентин Кушнерёв, Владимир Арбеков, Виталий Бобров, Владимир Зарубин, Анатолий Солин, Лидия Резцова, Сергей Дёжкин, Олег Сафронов, Виктор Арсентьев, Валентин Караваев
- Ассистенты режиссёра: Нина Орлова, Любовь Георгиева
- Редактор: Аркадий Снесарев